# Sabina Mazo
Sabina Mazo Isaza, född 25 mars 1997 i Medellín, är en colombiansk MMA-utövare. Hon tävlar sedan 2018 för organisationen Ultimate Fighting Championship.

## Karriär
Mazo var flugviktsmästare i Legacy Fighting Alliance mellan april 2018 och december 2018. Denna titel försvarade hon vid LFA 54, i november 2018, innan hon frånsade sig den för att börja tävla för UFC.

### Sociala medier
- Sabina Mazo – Instagram